# کولینوود (تنسی)
کولینوود(به انگلیسی: Collinwood) شهری در ایالت تنسی کشور ایالات متحده آمریکا است که جمعیت آن در سرشماری سال ۲۰۱۰ میلادی، ۹۸۲ نفر بوده‌است.